# Berchidda
Berchidda – miejscowość i gmina we Włoszech, w regionie Sardynia, w prowincji Sassari. Graniczy z Alà dei Sardi, Calangianus, Monti, Oschiri i Tempio Pausania.
Według danych na rok 2021 gminę zamieszkiwało 2636 osób, 13,06 os./km².